# Осиновка (Вотчинский сельсовет)
Осиновка — деревня в Вологодском районе Вологодской области.
Входит в состав Новленского сельского поселения (с 1 января 2006 года по 8 апреля 2009 года входила в Вотчинское сельское поселение), с точки зрения административно-территориального деления — в Вотчинский сельсовет.
Расстояние до районного центра Вологды по автодороге — 76,5 км, до центра муниципального образования Новленского по прямой — 12 км. Ближайшие населённые пункты — Мардасово, Константиново, Маслозавод, Севастьяново, Вотча, Высоково-1, Шадрино, Балобаново.
По переписи 2002 года население — 23 человека (12 мужчин, 11 женщин). Всё население — русские.